# Amphiodia obtecta
Amphiodia obtecta är en ormstjärneart som beskrevs av Ole Theodor Jensen Mortensen 1940. Amphiodia obtecta ingår i släktet Amphiodia och familjen trådormstjärnor. Inga underarter finns listade i Catalogue of Life.